# Botryllophilus abbotti
Botryllophilus abbotti is een eenoogkreeftjessoort uit de familie van de Botryllophilidae. De wetenschappelijke naam van de soort is voor het eerst geldig gepubliceerd in 1989 door Ooishi & Illg.